# Thomas Cecil, 1:e earl av Exeter

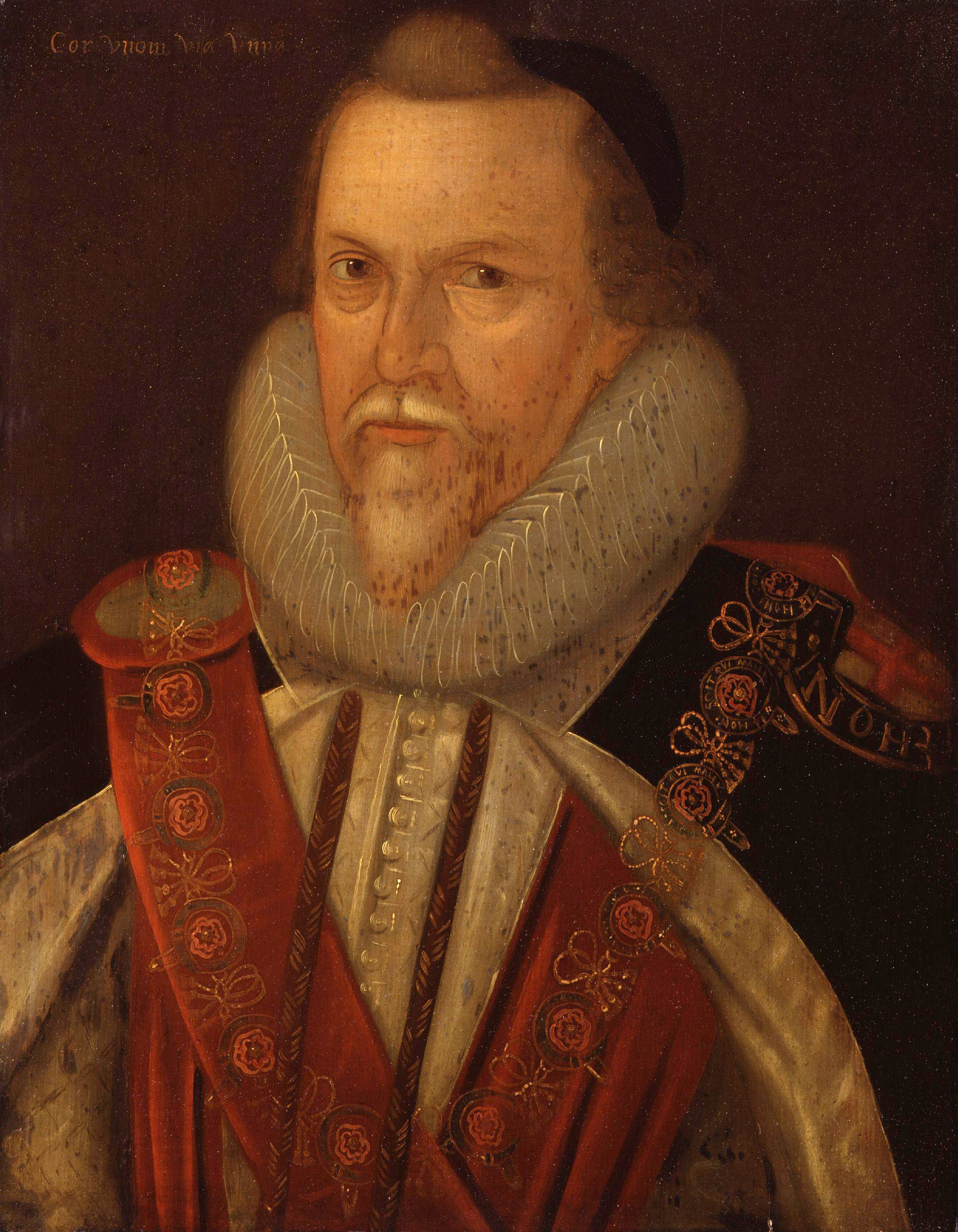
Thomas Cecil, 1:e earl av Exeter.

Thomas Cecil, 1:e earl av Exeter, född den 5 maj 1542, död den 8 februari 1622, var en engelsk politiker, son till William Cecil, bror till Robert Cecil, 1:e earl av Salisbury.
Cecil ansågs till begåvningen vara en medelmåtta och hölls därför under faderns livstid i skymundan av denne. År 1599 blev han styresman i norra England (president of the council of the north), och företog där en formlig jakt på papister. Senare, 1601 blev han i London i tillfälle att ta en ledande del i Essex fängslande vid dennes bekanta upprorsförsök. Han upphöjdes av Jakob I 1605 till earl av Exeter.